# Республиканская партия Армении
Республиканская партия Армении (РПА) (арм. Հայաստանի Հանրապետական կուսակցություն) — правая политическая партия в Армении во главе с третьим (2008—2018)  президентом Армении Сержем Саргсяном.

## История
Республиканская партия Армении была создана в 1990 году Ашотом Навасардяном. Своей идеологической основой Республиканская партия Армении приняла учение Гарегина Нжде. Ряд членов Единой Национальной Партии действовавших в 1967—1987 годах в подполье занимают места в руководстве РПА.
Рождение РПА органически связано с национальной освободительной войной в 1988 году. Сформированное в самом начале этой войны военно-политическое объединение «Армия Независимости» послужило организационной основой для создания РПА.
Учредительный совет, состоящий из командиров отрядов, 2-го апреля 1990 года в Ереване провозгласил создание РПА, которая стала первой официально зарегистрированной общественно-политической организацией РА (партия зарегистрировалась 14-го мая 1991 года). Со дня создания в партии председательствовал Ашот Навасардян, после его смерти в 1997 году руководство партией принял Андраник Маргарян.
В начале «Армия независимости», а вслед за ней и отряды, состоящие из членов партии, приняли активное участие в событиях в Нагорном Карабахе и защите границ РА. 27-го мая 1990 года в Нубарашене эти отряды были в первых рядах оказывающих сопротивление советским войскам. Они также предприняли активную деятельность по национализации вооружений и боеприпасов советской армии и транспортировки их в пограничные районы Армении.
РПА стала одним из основателей первого в Армении солдатского кладбища-пантеона Ераблур. Партия внесла свой значительный вклад в работу координационного совета добровольческих вооруженных отрядов, содействуя установлению правопорядка в республике, а после формирования регулярной национальной армии в РА объявила о своей демилитаризации.
РПА проводила 7 очередных (1992, 1995, 1997, 1999, 2001, 2003, 2005) и 3 внеочередных (1996, 2002, 2006) съездa. С 1999 года должность председателя была упразднена, затем вновь была восстановлена в 2005 году.
Неизменно придавая важность межпартийным связям, Республиканская партия активно участвовала в создании различных политических блоков. Партия была одним из основателей «национального союза», сформированного в 1992-м в связи с ухудшением ситуации в Карабахе.
РПА принимала участие в работах совета Конституции Гражданского согласия, сформированного в 1993 году.
При участии РПА в 1995 году было создано предвыборное объединение «Анрапетутюн» (Республика), однако в связи с возникшими разногласиями относительно путей решения проблемы непризнанной НКР, в феврале 1998 года РПА вышла из состава объединения.
В июле 1998 года РПА союз добровольцев Еркрапа (СДЕ) и депутатская группа Национального Собрания «Еркрапа» выступили с совместным заявлением, положившим начало процессам политического сплочения в рамках РПА. Учитывая общность идеологии и политических позиций, часть СДЕ, занимающаяся политической деятельностью, была включена в ряды РПА. Лидером Партии стал Вазген Саргсян. В 1999 г. совместно с Народной партией Армении был создан предвыборный союз «Миаснутюн» (Единство).
После парламентских выборов в 1999 году значительно выросла роль РПА в политической жизни Республики Армения. Если в Верховном Совете, избранном в 1990 году, РПА была представлена одним делегатом — Ашотом Навасардяном, a в Национальном Собрании первого созыва, избранного в 1995 году — пятью делегатами, то в Национальном Собрании второго созыва, избранного в 1999 г., РПА была партией, имеющей наибольшее число (три десятка) делегатов. Действуя в составе фракции «Миаснутюн» парламентского большинствa, РПА в 1999-м впервые получила возможность участвовать в формировании правительства. Премьер-министром был назначен Вазген Саркисян, в возглавляемом которым правительстве было несколько министров — членов РПА.
После трагических событий 27 октября 1999 года премьер-министром был назначен представитель РПА Арам Саркисян. В результате происшедших позднее политических перестановок в мае 2000 г. премьер-министром РА был назначен председатель совета РПА, лидер фракции «Миаснутюн» Андраник Маркарян. В годы его председательства в Правительстве РА был зафиксирован не только значительный прогресс в экономической и правительственной системах страны, но и была проделана существенная работа по увеличению веса национальной идеологии в политической, общественной жизни страны. Будучи идеологической структурой, Республиканская партия всегда придавала большое значение распространению и укреплению своей идеологии и вытекающих из неё подходов. Этой цели успешно служили печатный орган Партии — «Анрапетакан» (Республиканец), альманах «Азгайнакан», множество брошюр аналитических исследований, проливающих свет на жизнь и деятельность Гарегина Нжде, посвящённых национальным темам, а также мероприятия поминок, празднеств, паломничеств и т. д.
В 2001 году по инициативе Андраника Маргаряна на государственном уровне было отмечено 115-летие Гарегина Нжде, этот юбилей был надлежащим образом отмечен в ряде образовательных и научных учреждений, был издан двухтомник произведений Нжде, из Болгарии в Армению были привезены новоявленные материалы, принадлежащие перу великого сына Армении.
В результате прошедших 25-го мая 2003 года выборов НС РА Республиканской Партии удалось не только сохранить, но по сравнению с 1999 г. увеличить число своих депутатов в парламенте. На сегодня самая большая фракция во вновь сформированном парламенте, включающая 40 членов, принадлежит Республиканской Партии Армении.
В результате переговоров три политические силы, поддерживающие президента РА — Республиканская партия Армении, Армянская революционная федерация Дашнакцутюн и партия Оринац Еркир сформировали парламентскую коалицию и закрепили её подписанным руководителями трех партий меморандумом.
Андраник Маркарян продолжил руководство правительством РА, в котором выдвинутые Республиканской Партии Армении семь членов занимают министерские посты. Заместитель председателя НС и председатели трех из шести постоянных комиссий НС также избраны из депутатов — членов РПА.
В мае 2006 г. из состава парламентского большинства вышла партия «Оринац еркир», и в Национальном Собрании произошли перераспределения политических сил. Фракция «Объединённая рабочая партия» и группа «Народный депутат» вошли в состав парламентского большинства. В результате в июне заместитель председателя РПА Тигран Торосян был избран председателем Национального Собрания.
Состоявшийся в июле 2006 г. 10-й внеочередной съезд партии провозгласил Республиканскую Партию Армении национальной консервативной партией. Решением съезда была восстановлена должность председателя совета партии, которая была упразднена в 2005 г. Председателем совета РПА был избран Серж Саргсян.
На парламентских выборах 2017 года Республиканская партия одержала очередную победу, получив 58 мест из 105. Вскоре после выборов было сформировано коалиционное правительство вместе с Дашнакцутюн.
В апреле 2018 года премьер-министр Карен Карапетян ушел в отставку, и РПА предложила бывшего президента Сержа Саргсяна премьер-министром, несмотря на обещания Саргсяна не становиться новым лидером Армении после окончания его президентского срока. Этот шаг вызвал массовые протесты в стране, положив начало Бархатной революции.
Национальное собрание утвердило Саргсяна на посту премьер-министра 16 апреля 2018 года, что вызвало массовые протесты на улицах Еревана. 23 апреля Саргсян подал в отставку со своего поста, а 25 апреля «Дашнакцутюн» вышла из правительственной коалиции и перешла в оппозицию. Карен Карапетян назначен исполняющим обязанности премьер-министра.
8 мая 2018 года лидер оппозиции Никол Пашинян был избран премьер-министром Национальным собранием и сформировал коалиционное правительство, в которое вошли все политические силы, за исключением Республиканской партии Армении, которая, таким образом, перешла в оппозицию.
Республиканская партия приняла участие в парламентских выборах 2018 года в Армении. Список партии возглавил экс-министр обороны Армении Виген Саркисян. На этих выборах РПА впервые в истории не появилась в Национальном Собрании, не собрав проходной порог.
В мае 2021 года Республиканская партия Армении и Партия Отечества объявили, что они сформируют собственный политический альянс, известный как Честь имею, для участия в внеочередных парламентских выборах 2021 года. По итогам выборов альянс получил 5,22 % голосов избирателей, получив 7 мест в Национальном собрании.

## Представительство в парламенте

### Первый созыв (1995—1999)
Навасардян, Ашот Цолакович
Маргарян, Андраник Наапетович
Саакян, Галуст Григорьевич
Бахшян, Юрий Гургенович

### Второй созыв (1999—2003)
Саакян, Галуст Григорьевич Руководитель фракции
Абрамян, Генрик Аргамович
Алексанян, Лерник Рафикович
Аветисян, Сукиас Гегелевич
Бадалян, Гарник Жораевич
Бостанджян, Вардан Бабкенович
Геворгян, Жирайр Владимирович
Даллакян, Виктор Ервандович
Давтян, Геворг Грантович
Затикян, Ваган Мясникович Умер 8.10.1999
Затикян, Вараздат Мясникович
Торосян, Тигран Суренович
Хачатрян, Сурен Серёжаевич
Хачатрян, Гагик Мкртичевич В связи с назначением на должность начальника агентства государственных закупок при правительстве (2001) депутатские полномочия прекращены
Хачикян, Вазген Юрьевич
Карагезян, Арутюн Арпиарович
Матевосян, Вардгес Гедеонович
Манукян, Андраник Енокович В связи с назначением на должность министра-руководителя аппарата правительства (2000) депутатские полномочия прекращены
Маргарян, Андраник Наапетович В связи с назначением на должность премьер-министра (2000) депутатские полномочия прекращены
Меликян, Гагик Вагинакович
Минасян, Гагик Енгибарович
Нагдалян, Эрмине Микаэловна
Ованнисян, Арам Мартунович
Погосян, Алексан Араратович
Сукиасян, Мартин Грачаевич
Кочинян, Ованес Джумшудович

### Третий созыв (2003—2007)
Саакян, Галуст Григорьевич Руководитель фракции
Меликян, Гагик Вагинакович Секретарь фракции
Абовян, Овик Арамаисович
Абрамян, Генрик Аргамович
Азоян, Овик Багдасарович
Агабабян, Ашот Сергеевич
Алексанян, Лерник Рафикович
Ашотян, Армен Геворгович
Аветисян, Сукиас Гегелевич
Арзаканцян, Тигран Григорьевич
Арсенян, Ашот Егишеевич
Бадеян, Манвел Генрихович
Багдасарян, Ашот Геворгович
Гагян, Гагик Симонович
Геворгян, Наапет Багратович
Гулоян, Мурад Арамович
Григорян, Грант Меружанович
Григорян, Рафик Хоренович
Даниелян, Армен Серёжаевич
Торосян, Тигран Суренович
Акопян, Грануш Грантовна
Акопян, Геворг Аракелович
Арутюнян, Гамлет Микаелович
Казарян, Манвел Андраникович
Карагезян, Арутюн Арпиарович
Гукасян, Арег Аршавирович
Матевосян, Вардгес Гедеонович
Манукян, Абраам Акопович
Мартиросян, Размик Мартиросович
Минасян, Гагик Енгибарович
Мхитарян, Армен Ашотович
Мкртчян, Арарат Егишеевич
Мкртчян, Мкртыч Эмильевич
Нагдалян, Эрмине Микаэловна
Никоян, Самвел Паргевович
Пуртоян, Армен Юрьевич
Саркисян, Александр Азатович
Сукиасян, Мартин Грачаевич

### Четвёртый созыв (2007)
Карапетян, Карен Саркисович Руководитель фракции с сентября 2008 г. полномочия прекращены в связи с назначением руководителем аппарата Президента Армении.
Саакян, Галуст Григорьевич Руководитель фракции с сентября 2008 г.
Меликян, Гагик Вагинакович Секретарь фракции с 11 декабря 2012 г.
Шармазанов, Эдуард Овсепович Секретарь фракции с 19 мая 2009 г. по 11 декабря 2012 г.
Никоян, Самвел Паргевович Секретарь фракции до 19 мая 2009 г.
Абрамян, Генрик Аргамович с сентября 2008 г. полномочия прекращены
Абрамян, Овик Аргамович
Абрамян, Гагик Аршавирович
Авагян, Карен Карленович
Аветисян, Сукиас Гегелевич с 13 мая 2008 г.
Агабабян, Ашот Сергеевич
Алексанян, Лерник Рафикович с 6 октября 2008
Айвазян, Вардан Суренович
Айрапетян, Рубен Рафикович
Акопян, Грануш Грантовна с мая 2008 г. полномочия прекращены в связи с назначением председателем комитета (с 1 октября 2008 г. — министром) по связям с диаспорой
Акопян, Акоп Варданович с сентября 2008 г. полномочия прекращены в связи с осуждением
Акопян, Акоп Рафикович
Акопян, Ваге Максимович
Амбарцумян, Аркадий Станиславович
Арзаканцян, Тигран Григорьевич
Арсенян, Ашот Егишеевич
Арутюнян, Давид Эдонисович
Арутюнян, Гамлет Микаелович
Ачемян, Карине Хачиковна с 12 мая 2009 г.
Ашотян, Армен Геворгович с мая 2009 г. полномочия прекращены в связи с назначением министром образования и науки
Баблоян, Ара Саенович
Бадалян, Володя Арамаисович
Бадалян, Владимир Меружанович с октября 2008 г. полномочия прекращены в связи с назначением Чрезвычайным и Полномочным послом Армении в Туркменистане и Таджикистане
Бадеян, Манвел Генрихович
Вардапетян, Тачат Мартунович
Геворгян, Наапет Багратович
Григорян, Грант Меружанович
Григорян, Рафик Хоренович
Гукасян, Арег Аршавирович
Гукасян, Артем Георгиевич
Давтян, Артак Людвигович
Закарян, Артак Борисович с 20 октября 2009 г.
Закарян, Гамлет Аветисович с 30 июня 2011 г.
Зограбян, Зограб Сеникович
Зограбян, Размик Артаваздович
Даниелян, Армен Серёжаевич с мая 2008 г. полномочия прекращены в связи с назначением заместителем Генерального прокурора Армении
Казарян, Манвел Андраникович
Караханян, Вазген Гукасович
Малхасян, Мясник Жораевич с сентября 2008 г. полномочия прекращены в связи с осуждением
Манукян, Хачик Вагинакович
Маргарян, Григор Сергеевич
Меликян, Спартак Сейранович
Микаелян, Сасун Мехакович с сентября 2008 г. полномочия прекращены в связи с осуждением
Минасян, Гагик Енгибарович
Минасян, Мкртыч Акопович
Мовсисян, Аракел Абрамович
Мхитарян, Армен Ашотович
Наапетян, Корюн Гарникович с декабря 2009 г.
Нагдалян, Эрмине Микаэловна
Оганесян, Араик Рафаелович
Памбукян, Арутюн Карапетович
Петросян, Рафик Гарегинович
Петросян, Алексан Макарович
Погосян, Сурик Сиракович
Пуртоян, Армен Юрьевич
Саакян, Арман Галустович с 23 июня 2011 г. полномочия прекращены в связи с назначением на пост начальника управления по управлению государственным имуществом при Правительстве РА
Саакян, Ованес Мишаевич с сентября 2009 г.
Садоян, Рубен Альфредович
Саносян, Айк Артюшевич
Сарибекян, Карен Багишиевич
Сароян, Седрак Фирдусович
Саргсян, Левон Грачаевич
Саргсян, Александр Азатович
Саргсян, Мартин Григорьевич
Степанян, Миша Арташевич
Торосян, Тигран Суренович вышел из фракции в сентябре 2008 г.
Торосян, Ширак Артёмович
Чшмаритян, Карен Юрьевич

### Пятый созыв (2012)
Багдасарян, Ваграм Вагинакович Руководитель фракции с апреля 2014 г.
Саакян, Галуст Григорьевич Руководитель фракции с 31 мая 2012 г. по апрель 2014 г.
Саакян, Ованес Мишаевич Секретарь фракции с 25 июня 2012 г. по апрель 2014 г.
Меликян, Гагик Вагинакович с апреля 2014 г. Секретарь фракции — с апреля 2014 г.
Авагян, Карен Карленович
Аветисян, Сукиас Гегелевич с 2012 г.
Агабабян, Ашот Сергеевич
Айвазян, Вардан Суренович
Акопян, Акоп Гарникович
Акопян, Акоп Рафикович
Акопян, Ваге Максимович
Алексанян, Лерник Рафикович с апреля 2014 г.
Алексанян, Самвел Лиминдрович
Амбарцумян, Аркадий Станиславович
Арсенян, Ашот Егишеевич
Арутюнян, Гамлет Микаелович
Арутюнян, Хосров Меликович
Ачемян, Карине Хачиковна
Баблоян, Ара Саенович
Бабуханян, Айк Борисович
Бадалян, Володя Арамаисович
Бадеян, Манвел Генрихович
Вардапетян, Тачат Мартунович
Геворгян, Артур Самвелович
Геворгян, Наапет Багратович
Гегамян, Арташес Мамиконович
Григорян, Айк Оганесович
Григорян, Грант Меружанович
Григорян, Манвел Секторович
Давтян, Артак Людвигович
Есаян, Маргарит Генриховна
Закарян, Артак Борисович
Зограбян, Размик Артаваздович
Карапетян, Карен Саркисович
Карапетян, Наира Арташесовна
Караханян, Вазген Гукасович с июня 2014 г.
Марабян, Марине Геворковна
Маркосян, Вреж Варанцовович
Мартиросян, Левон Юрикович
Меликян, Спартак Сейранович
Минасян, Гагик Енгибарович
Минасян, Мкртыч Акопович
Мкртчян, Ваграм Патваканович с апреля 2014 г.
Мнацаканян, Мнацакан Андраникович
Мовсисян, Аракел Абрамович
Мхитарян, Армен Ашотович
Мурадян, Мурад Саакович
Мурадян, Рузанна Карапетовна
Наапетян, Корюн Гарникович
Нагдалян, Эрмине Микаэловна
Никоян, Самвел Паргевович
Нушикян, Гарегин Гагикович
Овсепян, Рубен Гарникович
Оганесян, Араик Рафаелович
Оганесян, Арпине Ашотовна
Петросян, Алексан Макарович
Петросян, Шушан Самвеловна
Погосян, Карине Гамлетовна
Саакян, Арман Сосович с 11 декабря 2012 г.
Садоян, Рубен Альфредович
Сарибекян, Карен Багишиевич
Сароян, Седрак Фирдусович
Саргсян, Артак Самвелович
Саргсян, Роберт Гургенович с 11 декабря 2012 г.
Седракян, Мгер Давидович
Софоян, Ованес Сережаевич
Степанян, Артур Арсенович
Торосян, Ширак Артёмович
Фарманян, Самвел Жораевич
Шармазанов, Эдуард Овсепович

### Выбывшие
Бегларян, Гагик Бегларович 16 июня 2012 г. назначен министром транспорта и связи
Григорян, Рафик Хоренович до 2012 г. назначен губернатором Гегаркуникской области
Айрапетян, Рубен Рафикович до 25 сентября 2012 г.
Абрамян, Овик Аргамович В связи с назначением на должность премьер-министра (13 апреля 2014 года) депутатские полномочия прекращены
Чшмаритян, Карен Юрьевич полномочия прекращены 23 апреля 2014 г. в связи с назначением на пост министра экономики
Арутюнян, Давид Эдонисович полномочия прекращены 19 апреля 2014 г. в связи с назначением на пост министра-руководителя аппарата правительства
Саргсян, Мартин Григорьевич полномочия прекращены июня 2014 г. в связи с назначением на пост председателя комитета кадастра недвижимости при Правительстве РА

## Сотрудничество с партиями других государств
- Единая Россия [1]
- Коммунистическая Партия Китая[1]